# Naoji Itō
Naoji Itō (伊藤 直司?, Itō Naoji; Prefettura di Mie, 1º luglio 1959) è un ex calciatore giapponese, di ruolo centrocampista.